# Carly Rose Sonenclar
Carly Rose Sonenclar (Nova Iorque, 20 de abril de 1999) é uma cantora, compositora e atriz norte-americana. Em dezembro de 2012, ela ficou em segundo lugar na segunda temporada da versão americana de The X Factor.
Carly começou sua carreira de atriz em 2006, fazendo sua estreia na Broadway no musical Les Misérables como a jovem Cosette. Entre outros papéis, ela interpretou a personagem Chloe (filha de Alice) em 2011, no musical Wonderland, novamente na Broadway. Sonenclar também atuou como uma personagem regular na terceira temporada da série de televisão The Electric Company.

## Biografia
Sonenclar nasceu na cidade de Nova Iorque e, atualmente, reside em Mamaroneck, Nova Iorque. Ela começou a cantar aos dois anos, imitando vários cantores do programa norte-americano American Idol. Carly fazia inúmeras aulas de dança, canto e teatro. Assim, um dos seus professores, observando o enorme talento da garota, entrou em contato com uma agência de talento de Nova Iorque, a qual assinou com Sonenclar.

## Carreira de atriz
Carly começou a sua carreira profissional em 2006, em uma adaptação teatral de The Night of the Hunter, no Festival de Teatro Musical de Nova Iorque. Nele, intepretou Pearl, a personagem principal. No mesmo ano, ela fez sua estreia na Broadway, interpretando a jovem Cossete no musical Les Misérables. Em 2009, ela participou da turnê nacional da série Little House on the Prairie, estrelado por Melissa Gilbert como Carrie. A estreia de Sonenclar na televisão foi na terceira temporada de The Electric Company como Gilda Flip.
Em 2011, Carly interpretou Chloe (filha de Alice) no musical Wonderland na Broadway. Neste papel, ela recebeu boas críticas, incluindo uma feita por Charles Isherwood, do The New York Times. Ele descreveu Sonenclar como uma boa atriz e uma "cantora quase sobrenaturalmente talentosa"—além disso, a comparou com Sutton Foster. Em 2011, foi nomeada como a Melhor Artista Jovem pelo broadwayworld.com, além de ter interpretado Parsley em The Big Bank, um musical que ocorreu no Festival de Teatro Musical de Nova Iorque, em outubro do mesmo ano.
Sonenclar já apareceu em dois filme: The Nanny Diaries, atuando como a "filha da babá" e teve um pequeno papel em The Sisterhood of the Traveling Pants 2. Ela fez inúmeras aparições na TV, incluindo no ABC News, WPIX Morning News e NBC News.[carece de fontes?]

## Carreira de cantora
Carly cantou o hino nacional dos Estados Unidos para os New York Knicks no Madison Square Garden, para os Los Angeles Dodgers no Dodger Stadium e para os US Open na cidade de Nova Iorque. Ela também fez diversos shows beneficentes, incluindo um no qual ela foi acompanhada por Bernie Williams.

### 2012:The X Factor
Em 2012, Sonenclar fez uma audição para a segunda temporada de The X Factor USA com a canção "Feeling Good", cantada originalmente por Nina Simone. Os juízes a aplaudiram de pé e, dessa forma, ela foi aprovada para a próxima fase. Em julho de 2013, a audição de Carly alcançou 40 milhões de visualizações no YouTube. Pouco depois, ela passou para a primeira fase do "bootcamp", onde ela cantou "Pumped Up Kicks" com Beatrice Miller. Dos 120 participantes que fizeram testes no bootcamp naquele dia, ela foi umas das 60 pessoas que continuaram no programa. No final do bootcamp, ela foi escolhida para ser uma das seis concorrentes na categoria "adolescentes" e, assim, performou na "casa dos jurados". Ela cantou a música "Brokenhearted" para sua mentora Britney Spears e seu jurado convidado, will.i.am. Os dois aprovaram seu desempenho e will.i.am chegou a comentar que Carly estava "possuída". Ela avançou para o Top 16, onde cantou "Good Feeling". Essa canção a passou para o Top 13 e, nessa rodada, ela performou "It Will Rain". Quando Sonenclar alcançou o Top 12—com a canção "My Heart Will Go On"—foi revelado que ela foi a segunda pessoa mais votada da competição até agora, atrás apenas de Tate Stevens.
No dia 21 de novembro, ela cantou "Over the Rainbow" e foi aprovada para o Top 8. Assim, foi revelado que Carly foi a pessoa mais votada da competição naquela noite. Em 28 de novembro, ela cantou "Rolling in the Deep" e passou para o Top 6. Novamente, foi revelado que ela foi a mais votada na competição. Na rodada final, ela performou "Feeling Good" (novamente), "How Do I Live" (com LeAnn Rimes) e "Hallelujah". Em 20 de dezembro de 2012, foi anunciado que ela foi a segunda colocada da competição, atrás de Tate Stevens.

#### Performances noThe X Factor
Sonenclar performou as seguintes canções no The X Factor:
| Rodada           | Tema                       | Música                                          | Artista original           | Ordem | Resultado   |
| ---------------- | -------------------------- | ----------------------------------------------- | -------------------------- | ----- | ----------- |
| Audição          | Escolha livre              | "Feeling Good"                                  | Nina Simone                | —     | Aprovada    |
| Bootcamp 1       | Performance solo           | "Runaway Baby"                                  | Bruno Mars                 | —     | Aprovada    |
| Bootcamp 2       | Performance em grupo       | Não foi ao ar                                   | Não foi ao ar              | —     | Aprovada    |
| Bootcamp 3       | Dueto                      | "Pumped Up Kicks" (com Beatrice Miller)         | Foster the People          | —     | Aprovada    |
| Casa dos jurados | Escolha livre              | "Brokenhearted"                                 | Karmin                     | —     | Aprovada    |
| 1ª semana        | Feito na América           | "Something's Got a Hold on Me" / "Good Feeling" | Etta James / Flo Rida      | 15    | Aprovada    |
| 2ª semana        | Músicas de filmes          | "It Will Rain"                                  | Bruno Mars                 | 11    | 2º          |
| 3ª semana        | Divas                      | "My Heart Will Go On"                           | Celine Dion                | 9     | 2º          |
| 4ª semana        | Ação de Graças             | "Over the Rainbow"                              | Judy Garland               | 10    | 1º          |
| 5ª semana        | Hits #1                    | "Rolling in the Deep"                           | Adele                      | 5     | 1º          |
| 6ª semana        | Músicas acústicas          | "As Long as You Love Me"                        | Justin Bieber com Big Sean | 3     | 2º          |
| 6ª semana        | Músicas do Pepsi Challenge | "If I Were a Boy"                               | Beyoncé                    | 9     | 2º          |
| Semifinal        | Escolha dos candidatos     | "Your Song"                                     | Elton John                 | 2     | Salva       |
| Semifinal        | Sem tema                   | "Imagine"                                       | John Lennon                | 6     | Salva       |
| Final            | Performance favorita       | "Feeling Good"                                  | Cy Grant                   | 1     | Vice-campeã |
| Final            | Dueto com celebridades     | "How Do I Live" (com LeAnn Rimes)               | LeAnn Rimes                | 4     | Vice-campeã |
| Final            | Música do vencedor         | "Hallelujah"                                    | Leonard Cohen              | 7     | Vice-campeã |
| Final            | Música de natal            | "All I Want for Christmas Is You"               | Mariah Carey               | 3     | Vice-campeã |

### 2013–2015: Trabalhos independentes
Carly trabalhou com Toby Gad e Autumn Rowe (os quais já trabalharam com Beyonce Knowles, One Direction, Alicia Keys, Natasha Bedingfield, Kelly Clarkson, Demi Lovato, Miley Cyrus, Ashley Tisdale, Selena Gomez, Donna Summer, Leona Lewis, Cher Lloyd e Karmin). Em março de 2013, em uma entrevista a Rádio Disney, Carly confirmou que assinou com a Syco Music e disse que, no momento, estavam em um processo de "tentar achar uma gravadora certa". Ela cantou seu single de estreia, "Unforgettable", durante um show em junho; a versão de estúdio ainda será lançada. Em 18 de julho, Sonenclar performou na cerimônia de abertura dos Jogos da Macabíada no Estádio Teddy em Jerusalém. Em agosto, Sonenclar performou sua nova canção chamada "Fighters", a qual foi escrita por ela, Nikola Bedinfield e Shane Stevens.[carece de fontes?] Em 10 de agosto, ela se apresentou em Nova Iorque no Teatro Best Buy. Em 6 de outubro, postou no seu canal oficial do YouTube um cover de "Brand New Me" por Alicia Keys. Em 6 de novembro, foi ao ar um episódio de Law & Order: Special Victims Unit em que Sonenclar fez uma aparição especial. Em 3 de dezembro, se apresentou no concerto de Natal no Bryant Park em NY. Na semana seguinte, divulgou sua terceira música original, "I Want You Anyway".
No começo do 2014, Sonenclar anunciou que iria abrir uma série de shows de verão de Emblem3. Em 13 de abril, foi publicado um cover da cantora com Boyce Avenue da canção "Counting Stars / The Monster" por OneRepublic / Eminem e Rihanna. No mesmo mês, um vídeo de Sonenclar gravando seu álbum de estúdio é divulgado. Em 4 de maio, foi postado outro cover, dessa vez da canção "Say Something" por A Great Big World e Christina Aguilera, novamente um dueto com Boyce Avenue. Após uma série de apresentações, em 26 de setembro, durante uma apresentação no Provident Bank Park, Sonenclar cantou três novas músicas originais, "Weekend", "Aliens" e "Everybody is Watching".
No ano de 2015, Carly participou de uma das faixas do álbum do duo Timeflies, chamada Runaway. Essas foram as últimas notícias da Carly relacionadas a música, até o ano de 2019.

### 2018–presente: Álbum não lançado e primeiro single
Nos anos anteriores, Carly se dedicou aos estudos. Segundo a artista, esse tempo fora do meio musical foi importante para ter experiências da vida real para poder escrever nas suas composições. Além de ser um período para aprimorar a escrita, a mesma identificou o que não queria se tornar na indústria da música e qual seu estilo musical. No ano de 2018, Carly terminou o ensino médio e iniciou a universidade no programa Thornton School of Music da University of Southern California, onde vem se dedicando a música.

Em junho de 2019, Carly voltou para a indústria musical, lançando seu debut single "Birds & Bees".  A música foi produzida por Hank Solo e Zach Nicita  e a cantora define seu estilo como pop/rock alternativo. Além disso, afirma que, a partir de agora, o público pode esperar a divulgação de músicas de forma mais consistente.